# Luxembourg Online
 (janvier 2018).
 (janvier 2018).
La société Luxembourg Online est un opérateur de télécommunications luxembourgeois, fondé en 1995. L’entreprise est spécialisée dans la fourniture d'accès Internet, la télévision, la téléphonie fixe et mobile. Elle a également pour activités secondaires le développement de réseaux et d'applications informatiques.
Société luxembourgeoise à 100% privée, Luxembourg Online disposait en 2017 d'un effectif de près de 100 collaborateurs répartis sur 4 sites dans le pays. Elle s’adresse aussi bien aux clients privés qu’aux professionnels.
Luxembourg Online dispose de son propre réseau Internet au Grand-Duché et assure de manière autonome le développement, la commercialisation et le suivi de l’ensemble de ses produits et services.

## Historique de l'entreprise
- 1995 : création de Luxembourg Online.
- 1999 : lancement de l’accès Internet gratuit à une échelle nationale.
- 2001 : obtention de la licence A.
- 2003 : lancement de l’accès Internet haut-débit et de l’accès Internet par le câble de télévision.
- 2005 : lancement du service de téléphonie via Internet.
- 2007 : lancement du service de téléphonie mobile.
- 2011 : lancement du service LOLTV (télévision par IP).
- 2013 : lancement du dégroupage en fibre optique.
- 2016 : lancement de l’inscription en ligne.
- 2017 : lancement de l’application LOLTV MOBILE.